# Siasem
Siasem is een bestuurslaag in het regentschap Brebes van de provincie Midden-Java, Indonesië. Siasem telt 9584 inwoners (volkstelling 2010).